# 관제
관제(官制)는 국가의 통치조직의 관리 및 운영에 관한 기술적 구조의 일정한 양식, 또는 이를 구비한 조직형태이다. 